# Talmaza
Talmaza es una comuna y localidad de Moldavia en el distrito (raión) de Ștefan Vodă.
Se conoce la existencia del pueblo desde 1532.
Es el lugar de nacimiento del dos veces campeón europeo de lucha Ghenadie Tulbea y del historiador y político Ștefan Ciobanu.

## Geografía
Se encuentra a una altitud de 109 m s. n. m. a 93 km de la capital nacional, Chisináu.

## Demografía
En el censo 2014 el total de población de la localidad fue de 6 341 habitantes.